# Lasiancistrus
Lasiancistrus is een geslacht van straalvinnige vissen uit de familie van de harnasmeervallen (Loricariidae).

## Soorten
- Lasiancistrus caucanus Eigenmann, 1912
- Lasiancistrus guacharote (Valenciennes, 1840)
- Lasiancistrus heteracanthus (Günther, 1869)
- Lasiancistrus saetiger Armbruster, 2005
- Lasiancistrus schomburgkii (Günther, 1864)
- Lasiancistrus tentaculatus Armbruster, 2005